# Mitsuru Ushijima
Mitsuru Ushijima (牛島 満, Ushijima Mitsuru, 31 de julio de 1887 – 22 de junio de 1945) fue un general japonés que participó en la segunda guerra sino-japonesa y en la Segunda Guerra Mundial. Estuvo al mando del 32.º Ejército, el cual combatió en la batalla de Okinawa durante las últimas fases de la guerra. Sus tropas fueron derrotadas, y al final de la batalla se suicidó.

## Biografía
Ushijima nació en la ciudad de Kagoshima en la Prefectura de Kagoshima, isla de Kyūshū, al sur de Japón. Se graduó en la 20.ª clase de la Academia del Ejército Imperial Japonés en 1908 y de la 28.ª clase del Ejército del Estado Mayor en 1916. Poco después,  fue destinado a un Ejército de Expedición Japonés establecido en Vladivostok durante la Intervención siberiana contra los ejércitos bolcheviques durante la guerra civil rusa.
Entre 1933 y 1936, desempeñó cargos administrativos en el Ministerio de la Guerra. Fue nombrado comandante del 1.º Regimiento de Infantería del Ejército de Imperial Japonés entre 1936 y 1937.
Tras el estallido de la segunda guerra sino-japonesa, Ushijima fue ascendido a general y comandante de la 36.ª Brigada de Infantería. Fue enviado a Japón en 1938 para convertirse en comandante de la Escuela de Infantería Toyama.  En 1939,  ascendió a Teniente general y nuevamente volvió al mando de campo como oficial general al mando de la 11.ª División que operaba en la zona central de China, participó en numerosas batallas en China y Birmania.
Retornó a Japón en 1941, ejerciendo durante un año como comandante de la Escuela de Suboficiales. Entre 1942 y 1944, fue comandante la Academia del Ejército Imperial Japonés.
Como la situación de la guerra del Pacífico continuaba empeorando para los japoneses, fue enviado a Okinawa para ponerse al mando del recientemente formado 32.º ejército (120.000 hombres), que estaba a cargo de la defensa de las islas Ryukyu contra el avance del Ejército de los Estados Unidos. El 32.º Ejército estaba compuesto por la 9.ª División, la 24.ª División, y el 62.ª División, y la 44.ª Brigada Independiente. La 9.ª División fue enviada a Taiwán antes de la invasión norteamericana. Ushijima comandaba así todas las fuerzas japonesas del área sur de la principal isla de Okinawa desde sus cuartel general en el Castillo Shuri en Naha. Lideró una hábil defensa de la isla, a pesar de sus desacuerdos con su mano derecha, el general Isamu Cho, y su jefe de Estado Mayor, el coronel Hiromichi Yahara.
Después de que una acción ofensiva instada por Cho diera lugar a la aniquilación casi total de las tropas japonesas por la mayor potencia de fuego estadounidense, Ushijima adoptó las tácticas de desgaste planeadas por Yahara. Tras la sucesiva conquista de la frontera del Castillo Shuri por las fuerzas estadounidenses, Ushijima ordenó una exitosa retirada de sus tropas hacia el extremo sur de la isla. Esta línea defensiva no tuvo el mismo éxito, se convirtió en un conjunto de posiciones aisladas. Ushijima y Cho retrocedieron hacia la Colina 89 en la costa sur. La orden y control del resto del 32.º Ejército comenzó a deteriorarse poco a poco, mientras que las comunicaciones con las últimas posiciones defensivas fueron cortadas. Tras ello, numerosos soldados japoneses se rindieron; muchos eran voluntarios o conscriptos nativos de Okinawa.
Ushijima rechazó la petición personal del general Simon Bolivar Buckner, Jr. para que se entregara. En vez de ello, al oír las noticias de la destrucción sistemática de las posiciones cercanas en la Colina 89, Ushijima y el general Cho decidieron llevar a cabo el suicidio ritual (Seppuku), por lo que cada uno se auto-apuñaló con su tantō y sus principales asesores los decapitaron en el momento.
Yahara fue el oficial de mayor rango capturado por el ejército estadounidense y el de mayor rango en sobrevivir al combate. Yahara había pedido permiso a Ushijima para suicidarse, pero el general rechazó la petición, diciendo "Si mueres, no habrá nadie que sepa la verdad sobre lo que pasó en la batalla de Okinawa. Lleva esta deshonra temporal, pero sopórtala.  Esto es una orden de vuestro comandante del ejército." Yahara escribiría un libro titulado La Batalla por Okinawa, relatando los últimos momentos del general Ushijima.
Los cuerpos de Ushijima y del teniente general Isamu Cho, fueron enterrados por los militares estadounidenses el 27 de junio de 1945, cerca de la cueva donde pasaron las últimas horas del combate en Okinawa. "Los cuerpos de los dos generales japoneses descansan en tumbas ubicadas casi por encima de sus cuarteles generales subterráneos, los cuales fueron cerrados durante el servicio de la bandera de los Estados Unidos."
Ushijima fue descrito como una persona humanitaria contrario a que sus oficiales superiores golpearan a sus subordinados, cuando aquella acción era un derecho en el Ejército Imperial Japonés, y le desagradaban los actos airados, porque los consideraba como una actitud irracional.